# Оселя в горах Фучунь
«Оселя в горах Фучунь» (кит.: 富春 山居 圖, також Відлюдництво в горах Фучунь) — головний і один з небагатьох збережених творів китайського художника Хуан Гунвана (1269–1354), створений в 1348–1350 роках, сувій 1650 року постраждав від вогню. Збереглися два фрагмента сувою, один з яких зберігається в Музеї провінції Чжецзян в Ханчжоу, другий — в Музеї Імператорського Палацу в Тайбеї. Загальна довжина двох збережених фрагментів — 691,3 см.

## Історія
Хуан Гунван почав серйозно займатися живописом лише в 50-річному віці. 1347 року він оселився в горах Фучунь на північний захід від Ханчжоу на північному березі річки Фучунь, де провів останні роки свого життя. Тут він створив декілька відомих пейзажів, зокрема «Житло в горах Фучунь».
Роботу над картиною художник почав 1348 року і працював над нею три роки. 1350 року він подарував її даоському священику. Пізніше картину придбав художник Імперії Мін Шень Чжоу (1427–1509). Під час правління імператора Чжу Цзяньшеня (1465–1487) Шень Чжоу послав картину невідомому каліграфії, щоб той створив опис картини (це дивна обставина, враховуючи, що сам Шень Чжоу був прекрасним каліграфом). Син цього каліграфа залишив картину в себе, і після зміни кількох господарів вона була продана на ринку за високу ціну. Не маючи коштів викупити картину, Шень Чжоу зробив власну копію, яка стала найвідомішою репродукцією картини.
Через деякий час Шень Чжоу віддав копію знайомому чиновнику на ім'я Фен Шінью (樊 舜 举), і той почав пошуки оригіналу. Виявивши оригінал, він викупив його і повернув Шень Чжоу, який наприкінці сувою написав історію втрати та повернення картини.
Протягом кількох наступних століть картина належала декільком відомим власникам, зокрема Дун Цичану та Ву Цзенджи, після смерті якого сувій перейшов до його третього сина Ву Хонг'ю, який дуже кохався в живописі. Перед смертю він наказав спалити сувій, сподіваючись, що таким чином зможе володіти ним на тому світі. Проте небіж Ву Хонг'ю встиг вихопити картину з полум'я, яка проте відчутно постраждала, а сам сувій розпався на два шматки. Менший шматок сувою завбільшки з пів метра був названий «Вціліла гора». Після багатьох власників 1956 року він потрапив до Музею провінції Чжецзян. Більший шмат сувою — «Сувій майстра Ву Йонга» — також переходив з рук в руки й врешті у 1950-их роках був перевезений на Тайвань й виставлений в Музеї Імператорського Палацу в Тайбеї.
2011 року менша частина сувою була передана для виставки в Музей Імператорського Палацу, де протягом червня-липня 2011 року через три з половиною століття обидві частини твору було поєднано.
Виставку в Тайпеї, яка 2011 року стала однією з найпопулярніших у світі, відвідало 847 509 осіб.

## Цікаві факти
- Ряд приватних кондомініумів в Китаї носить назву «Житло в горах Фучунь» саме на честь цієї картини.